# Satureja caroli-paui
Satureja caroli-paui là một loài thực vật có hoa trong họ Hoa môi. Loài này được G.López miêu tả khoa học đầu tiên năm 1981 publ. 1982.